# واتارو موراياما
واتارو موراياما (باليابانية: 村山渉؛ بالكانا: むらやま わたる) هي مانغاكا يابانية، ولدت في القرن العشرين في طوكيو في اليابان.

## وصلات خارجية
- واتارو موراياما على موقع ANN person (الإنجليزية)

- الموقع الرسمي